# 이병주 (소설가)
이병주(李炳注, 1921년 3월 16일 ~ 1992년 4월 3일)는 대한민국의 언론인이며 소설가이다. 본관은 합천. 호는 나림(那林)이다.

## 생애
경상남도 하동군 북천면의 이명산 자락에서 태어났다. 일본에 유학하여 메이지 대학 문예과를 졸업하고 와세다 대학 불문과에서 수학했다. 와세다 대학 재학 중 태평양 전쟁에 학병으로 징집되어 중국 전선에 투입되었다.
전쟁이 종전된 뒤 귀국하여 경남대학교의 전신인 해인대학 교수를 지냈다. 이 대학에 재직 중이던 1953년에 《부산일보》에 장편 《내일 없는 그날》을 연재하였으나, 정식으로 중앙 문단에 등단하지는 않았다.
1955년부터 부산에서 국제신보사 편집국장 및 주필로 활발히 활동하였다. 그러나 1961년에 5·16 군사정변이 발생하면서 필화 사건에 휘말려 징역 10년형을 선고받고 2년 7개월 동안 복역했다.
1965년 중편 소설인 〈소설 알렉산드리아〉로 본격적인 작가 활동을 시작한 이래 《지리산》(초판 1985년, 기린원),  《산하》,  《그해 5월》, 《관부연락선》 등 현대사를 소재로 한 역사 소설을 즐겨 썼다. 선이 굵은 남성적 소설이라는 점이 특징이다. 정식 등단은 늦어졌으나 이후 많은 작품을 집필한 다작 작가이다.
권위주의 정부 하에서 금기시된 소재인 이데올로기 문제를 둘러싼 지식인의 고뇌를 앞장서서 다루어, 유신체제 하인 1970년대 중반에는 “이제 이병주를 읽은 사람과 안 읽은 사람으로 나누자”라는 말이 있었을 만큼 영향력이 컸다.
실제로 그의 소설 《그를 버린 여인》에서는 박정희 대통령의 친일 경력, 계획 없는 경제 정책, 유신독재 치하의 인권 침해 등을 다루고 있다. 실제로 소설에서는 유신 독재 치하에서 대학생들조차 읽은 적이 없을 정도로 금서취급받던 안네의 일기와 역사적 배경인 홀로코스트에 대해 토론하는 모임이 행동하는 양심을 가진 다방 마담이 장소협조를 하고, 지식인인 기자가 강의하는 방법으로 진행되는 이야기, 돼지를 많이 키우라고 해서 키웠는데 가격이 급락해서 농민들이 몰락한 이야기, 박 대통령이 친일 경력에 대해 변명으로 일관하는 이야기 등이 나온다.
1992년 4월 3일 서울대학교병원에서 숙환으로 인해 향년 71세를 일기로 사망했다. 고향이자 작품의 주요 무대가 되었던 경남 하동군에는 이병주문학관 이, 섬진강 강변에는 문학비가 세워져 있다.

## 참고자료
- 이병주(李炳注) - 한국학중앙연구원